# Psalistops montigenus
Psalistops montigenus is een spinnensoort uit de familie Barychelidae. De soort komt voor in Venezuela.